# Бобеляк Тарас Степанович
Тара́с Степа́нович Бобеляк (нар. 1 січня 1949, Коропуж Городоцького району Львівської області) — український актор театру і кіно, провідний актор Львівського Національного драмтеатру імені Марії Заньковецької. Актор театру вищої категорії. Зіграв багато центральних ролей у свій час. Також знімався в багатьох рекламних роликах, озвучував та перекладав багато фільмів.

## Освіта
1971 році закінчив Київський Національний театральний інститут імені Карпенка Карого за професією актор театру і кіно.
Після закінчення інституту працював у Львівському Національному драмтеатрі імені Марії Заньковецької
Протягом своєї творчої діяльності зіграв багато провідних ролей, знімався в багатьох рекламних роликах, озвучував та перекладав багато фільмів

## Ролі в Театрі
- «Юрко Крук» П.Козланюк — Смоляк
- «Смерть Тарелкіна» Сухо-Коблліна — чиновник
- «Правда» О.Корнійчук — білогвардієць
- «Човен хитається» О.Галан — Рипцьо
- «Звичайне чудо» Є.Шварц — Мисливець
- «Під золотим орлом» О.Галан — Мальцев
- «Комуніст» Є.Габрилович — Степан
- «Візаві» В.Врублевська — Перевірю чий
- «Моє слово» В.Стефаник — Михайло
- «Сон князя Святослава» І.Франко — Путянта
- «Житейське море» Карпенко-Карий — Банітов
- «Маскарад» Лермонтов — гравець
- «Декамерон» Боккаччо — 5 повар
- «Я дочка твоя, вітчизно» — генерал
- «Санітарний день» О, Коломієць — Кореспондент
- «Пригоди Швейка» Гашек — Санітар
- «Лісова пісня» Л.Українки– той, що греблі рве
- «Хетта Піскауорі» Х.Воулійокі — Ленсоман
- «Регіон» М.Зарудний — сантехнік
- «Котигорошко» — той що багато їсть
- «Люди, яких я бачив»– старшина
- «Олекса Довбуш» В.Босович — Стефан Дзвінчук
- «Кремлівські куранти» М.Погодін — Людина в шанелі
- «Отелло» В.Шекспір — Людовіко
- «Проводимо експеримент» — нач. Цеху
- «Данило Галицький» В.Босович — Григорій
- «Безталанна» Карпенко-Карий — сват
- «Так переможемо» Шатров — член Ц. К.
- «Сьомий день Геракла» М.Рощин — охоронець
- «Гайдамаки» Т.Шевченко — священик
- «Діти Арбата» Рибаков — двірник
- «Спокуса Хоми Брута» — Кум
- «Привітай же мене, моя Україно» — монолог Залізняка
- «Маруся Чурай» Л.Костенко — Б.Хмельницький
- «Згадайте братія, моя» Т.Шевченко — хор
- «Народний Малахій» М.Куліш — санітар
- «Павло Полуботок» К.Буверій — чорниш, Галаган
- «Мотря» Б.Лепкий — Апостол Зеленський
- «Не вбивай» Б.Лепкий — Апостол Зеленський
- «Батурин» Б.Лепкий — Апостол Галаган
- «Макбет» В.Шекспір — Агнус
- «Василь Свистун» Герасимчук — Хоча
- «Ромео і Джульєтта» Шекспіра — Стражник
- «Така любов» — Вацлав Крам
- «Ісус, Син Бога Живого» — Акила Первосвященик
- «Хазяїн» Карпенко-Карий — Зеленський
- «Шаріка» Я.Барнич –Мікльош
- «Дім божевільних» — майор
- «Кнок» Ж.Ромен — Буднар-вістун
- «Гамлет» Шекспіра — вельможа
- «Гуцулка Ксеня» Я.Барнича — Майкл, комендант поліції
- «Се Лі Ві» Н.Ковалик — невідомий
- «У неділю рано» О.Кобилянська — Домчук
- «Моя професія…» — барон
- «Коханий нелюб» Я.Стельмаха — Кущ
- «Тріумфальна жінка» Н.Ковалик — п. Богдан
- «Ханума» А.Цагарелі — Микич
- «Доки сонце зійде» М.Кропивницького– Максим
- «Політ над гніздом зозулі» Д.Вассермана — доктор Співі
- «Івона, принцеса Бугундська» В, Гомбровича — канцлер
- «Неаполь — місто попелюшок» Н.Ковалик — Фернандо
- «Микита Кожум'яка» О.Олеся — 3-тій воєвода
- «Державна зрада» Р.Лапіки — судовий службовець
- «Оргія» Л.Українки — Прокуратор
- «Візит літньої пані» Ф.Дюреманта — 2-й громадянин
- «Хелемські мудреці» М.Гершензон — Реб Зусе
- «Сава Чалий» Карпенка-Карого — Медвідь

## Фільмографія
| Рік        | Фільм               | Роль     | Режисер                       |
| ---------- | ------------------- | -------- | ----------------------------- |
| 1987       | Житейське море      | Денис    | Алла Бабенко та Василь Вітер. |
| 1993- 1996 | Час збирати каміння | Лесюк    |                               |
| 2006       | Прорвемося          |          | Іван Кравчишин                |
| 2015       | Політ золотої мушки | Прокурор | Іван Кравчишин                |

## Нагороди
Ряд зіграних ролей відзначені державними нагородами[якими?][джерело?].